# Geronticus
Genre
Le genre d'oiseau Geronticus comprend deux espèces de la sous-famille des ibis (Threskiornithinae). Ce sont l'ibis chauve, que l'on trouve autour de la Méditerranée et classé comme espèce en danger de disparition, et l'ibis du Cap que trouve dans le sud de l'Afrique et classée comme espèce vulnérable.

## Histoire évolutive
L’espèce considérée comme la plus ancienne dans la lignée des ibis chauves est Geronticus perplexus, du Miocène (il y a 12 ou 14 millions d’années), qui fut décrite à partir d’un fragment d’humérus découvert à Sansan (France). Cette espèce fut initialement décrite comme un héron.
Un article de 2010 décrit le gisement d’Ahl al Oughlam, à Casablanca, qui date d’il y a 2,5 millions d’années. Des vestiges d’une autre nouvelle espèce y sont apparus. Elle est décrite comme G. olsoni et elle est accompagnée d’une multitude d’espèces d’oiseaux marins éteints (puffins, alcidés, albatros... sans compter l’épatant oiseau à pseudo-dents Pelagornis mauretanicus) et de diverses espèces terrestres, surtout steppiques (autruches, perdrix et outardes). G. olsoni devait être plus grand que G. eremita et, par conséquent, que G. calvus ou G. apelex.
En 1998, on décrit en Bulgarie G. balcanicus, datant d’il y a 1,85 million d’années et on le considère dans la lignée de G. eremita ; ils seraient probablement conspécifiques.
Quelques années plus tôt, en 1996, l’existence d’un gisement contenant G. eremita avait été révélée. Il datait de la limite entre le pliocène et le pléistocène, c’est-à-dire d’il y a 1,8 million d’années, sur le site de Casablanca 1 (rien à voir avec la ville homonyme au Maroc), à Almenara, province de Castellón.
Un autre gisement espagnol, cette fois dans la Sierra de Quibas, Murcie, contient aussi des restes d’ibis chauve, selon une publication de 1999. Cette fois, il s’agit de restes plus récents, du Pléistocène supérieur, datant d’il y a entre un et 1,3 million d’années, dans ce qui fut probablement un habitat ouvert constitué de buissons, semblable, quoique plus humide, à celui d’aujourd’hui et comportant des zones de bois et des zones humides. Au Pléistocène moyen, l’oiseau apparaît aussi dans le gisement de Spinagallo, en Sicile. Le gisement de la Cave Pirro-dell’Erba (Foggia), sur la côte adriatique italienne comporte également des restes de cette espèce qui datent d’il y a entre 1,3 et 1,7 million d’années. Tous ces sites quaternaires du sud de l’Europe s’inscrivent dans le modèle de refuges méditerranéens stables.
Bien plus récents sont les sites découverts à Gibraltar, dans la grotte de Gorham, du Moustérien (il y a 23.780-32.560 ans) ; ceux du gisement libyen de Haua Fteah, concernant deux époques, le Moustérien (32.000-70.000 ans) et de l’Ibéromaurusien, (10.600-20.000). En comparaison, les vestiges dans le Massif central français (sud-est de la France), d’il y a environ 2.500 ans, sont presque modernes.
À l’autre extrémité dans la distribution du genre, au sud du continent africain, il existe une espèce décrite comme G. apelex (« sans casque » en grec, en raison de l’absence de protubérances occipitales présentes chez les espèces modernes du genre). Cette espèce est présente au Pliocène inférieur, c’est-à-dire il y a environ cinq millions d’années  et elle serait dans la lignée de G. calvus.

## Liste des espèces
D'après la classification de référence (version 14.1, 2024) de l'Union internationale des ornithologues, il y a 6 espèces (dont 1 éteinte) du genre Geronticus (ordre philogénique) :
- Geronticus eremita (Linnaeus, 1758) – Ibis chauve ;
- Geronticus calvus (Boddaert, 1783) – Ibis du Cap.